# Joachim Frank
Joachim Frank (12 de septiembre de 1940) es un biofísico, profesor y escritor, nacido en Siegen, Alemania. Estudió en la Universidad de Columbia, Nueva York, donde imparte cátedra en la actualidad. Fue galardonado con el Premio Nobel de Química en 2017. Se le considera como el fundador de la Criomicroscopía electrónica (cryo-EM) de una partícula, por la que compartió el Premio Nobel con Jacques Dubochet y Richard Henderson. También hizo contribuciones significativas en el conocimiento de la estructura y función del ribosoma de bacterias y de las células eucariotas.

## Obra

### Algunas publicaciones

#### Libros
- Frank, Joachim (2014), Found in Translation – Collection of Original Articles on Single-Particle Reconstruction and the Structural Basis of Protein Synthesis, Singapore: World Scientific Press, ISBN 978-9814522809..

- Frank, Joachim (2011), Molecular Machines in Biology: Workshop of the Cell, Cambridge: Cambridge University Press, ISBN 978-0-521-19428-0..

- Glaeser, Robert M.; Downing, Ken; Chiu, Wah; Frank, Joachim; DeRosier, David (2007), Electron Crystallography of Biological Macromolecules, Oxford: Oxford University Press, ISBN 978-0-19-508871-7..

- Frank, Joachim (2006), Electron Tomography (2nd edición), New York: Springer, ISBN 978-0387312347..

- Frank, Joachim (2006), Three-Dimensional Electron Microscopy of Macromolecular Assemblies (2nd edición), Oxford: Oxford University Press, ISBN 978-0195182187..

#### Artículos
- Frank, Joachim (2015). «Generalized single-particle cryo-EM – a historical perspective». Microscopy 65: 3-8. PMC 4749046. PMID 26566976. doi:10.1093/jmicro/dfv358.

- Frank, Joachim; Gonzalez, Jr., Ruben L. (2010). «Structure and dynamics of a processive Brownian motor: the translating ribosome». Annu. Rev. Biochem. 79: 381-412. PMC 2917226. PMID 20235828. doi:10.1146/annurev-biochem-060408-173330.

- Frank, Joachim; Spahn, , Christian M.T (2010). «The ribosome and the mechanism of protein synthesis». Rep. Prog. Phys. 69: 1383-1417. doi:10.1088/0034-4885/69/5/R03.

- Frank, Joachim (2009). «Single-particle reconstruction of biological macromolecules in electron microscopy -- 30 years». Q. Rev. Biophys. 42: 139-158. PMC 2844734. PMID 20025794. doi:10.1017/S0033583509990059.